# Kauffenheim
Kauffenheim est une commune française située dans la circonscription administrative du Bas-Rhin et, depuis le 1er janvier 2021, dans le territoire de la Collectivité européenne d'Alsace, en région Grand Est.
Cette commune se trouve dans la région historique et culturelle d'Alsace.

## Géographie
|            | Forstfeld   |            |
|            | Kauffenheim |            |
| Leutenheim |             | Roppenheim |

### Hydrographie

#### Réseau hydrographique
La commune est dans le bassin versant du Rhin au sein du bassin Rhin-Meuse. Elle est drainée par la Sauer, le ruisseau l'Eberbach, le ruisseau le Klostergraben, le ruisseau le Landallemendgraben et le ruisseau le Rennel,.
La Sauer, d'une longueur de 64 km, prend sa source dans la commune de Lembach et se jette  dans le Rhin en rive gauche à Munchhausen, après avoir traversé 19 communes. Les caractéristiques hydrologiques de la Sauer sont données par la station hydrologique située sur la commune de Beinheim. Le débit moyen mensuel est de 3,63 m3/s. Le débit moyen journalier maximum est de 34,8 m3/s, atteint lors de la crue du 9 janvier 2011. Le débit instantané maximal est quant à lui de 39 m3/s, atteint le même jour.

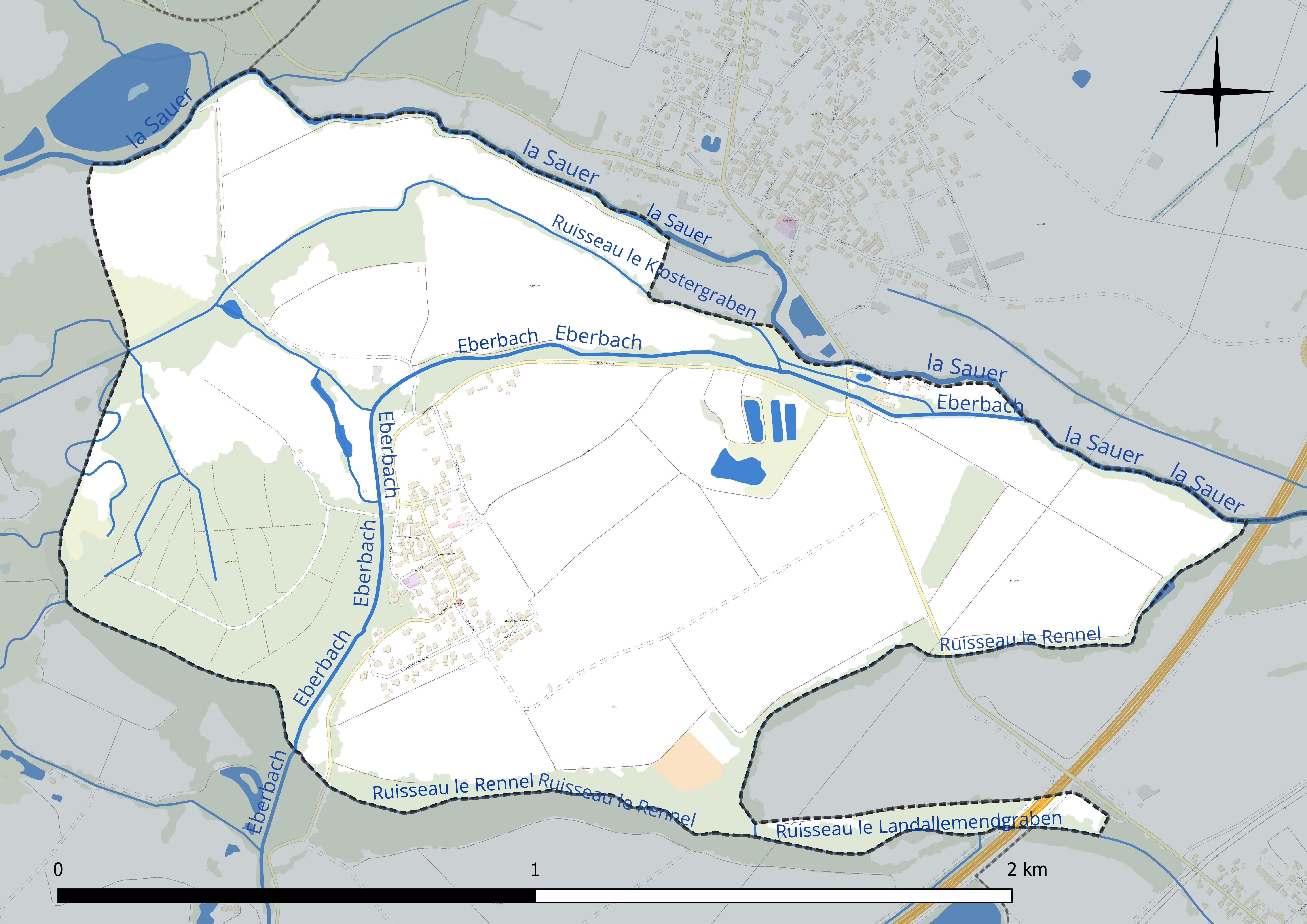
Réseau hydrographique de Kauffenheim.

L'Eberbach, d'une longueur de 44 km, prend sa source dans la commune de Gundershoffen et se jette  dans la Sauer à Forstfeld, après avoir traversé 14 communes. 

#### Gestion et qualité des eaux
Le territoire communal est couvert par le schéma d'aménagement et de gestion des eaux (SAGE) « Ill Nappe Rhin ». Ce document de planification concerne la nappe phréatique rhénane, les cours d'eau de la plaine d'Alsace et du piémont oriental du Sundgau, les canaux situés entre l'Ill et le Rhin et les zones humides de la plaine d'Alsace. Le périmètre s’étend sur 3 596 km2. Il a été approuvé le 17 janvier 2005. La structure porteuse de l'élaboration et de la mise en œuvre est la région Grand Est. 
La qualité des cours d’eau peut être consultée sur un site dédié géré par les agences de l’eau et l’Agence française pour la biodiversité. 

### Climat
Pour des articles plus généraux, voir Climat du Grand Est et Climat du Bas-Rhin.
En 2010, le climat de la commune est de type climat des marges montargnardes, selon une étude du Centre national de la recherche scientifique s'appuyant sur une série de données couvrant la période 1971-2000. En 2020, Météo-France publie une typologie des climats de la France métropolitaine dans laquelle la commune est exposée à un climat semi-continental et est dans la région climatique  Alsace, caractérisée par une pluviométrie faible, particulièrement en automne et en hiver, un été chaud et bien ensoleillé, une humidité de l’air basse au printemps et en été, des vents faibles et des brouillards fréquents en automne (25 à 30 jours). 
Pour la période 1971-2000, la température annuelle moyenne est de 10,8 °C, avec une amplitude thermique annuelle de 18 °C. Le cumul annuel moyen de précipitations est de 843 mm, avec 10,7 jours de précipitations en janvier et 10 jours en juillet. Pour la période 1991-2020, la température moyenne annuelle observée sur la station météorologique de Météo-France la plus proche, « Scheibenhard », sur la commune de Scheibenhard à 16 km à vol d'oiseau, est de 11,8 °C et le cumul annuel moyen de précipitations est de 739,0 mm. 
La température maximale relevée sur cette station est de 38,8 °C, atteinte le 7 août 2015 ; la température minimale est de −15,2 °C, atteinte le 11 janvier 2009,,. 
Les paramètres climatiques de la commune ont été estimés pour le milieu du siècle (2041-2070) selon différents scénarios d'émission de gaz à effet de serre à partir des nouvelles projections climatiques de référence DRIAS-2020. Ils sont consultables sur un site dédié publié par Météo-France en novembre 2022.

## Urbanisme

### Typologie
Au 1er janvier 2024, Kauffenheim est catégorisée commune rurale à habitat dispersé, selon la nouvelle grille communale de densité à sept niveaux définie par l'Insee en 2022.
Elle est située hors unité urbaine et hors attraction des villes,.

### Occupation des sols
L'occupation des sols de la commune, telle qu'elle ressort de la base de données européenne d’occupation biophysique des sols Corine Land Cover (CLC), est marquée par l'importance des territoires agricoles (80,1 % en 2018), une proportion identique à celle de 1990 (80,1 %). La répartition détaillée en 2018 est la suivante : 
terres arables (50,3 %), zones agricoles hétérogènes (24,1 %), forêts (19,9 %), prairies (5,7 %). L'évolution de l’occupation des sols de la commune et de ses infrastructures peut être observée sur les différentes représentations cartographiques du territoire : la carte de Cassini (XVIIIe siècle), la carte d'état-major (1820-1866) et les cartes ou photos aériennes de l'IGN pour la période actuelle (1950 à aujourd'hui).

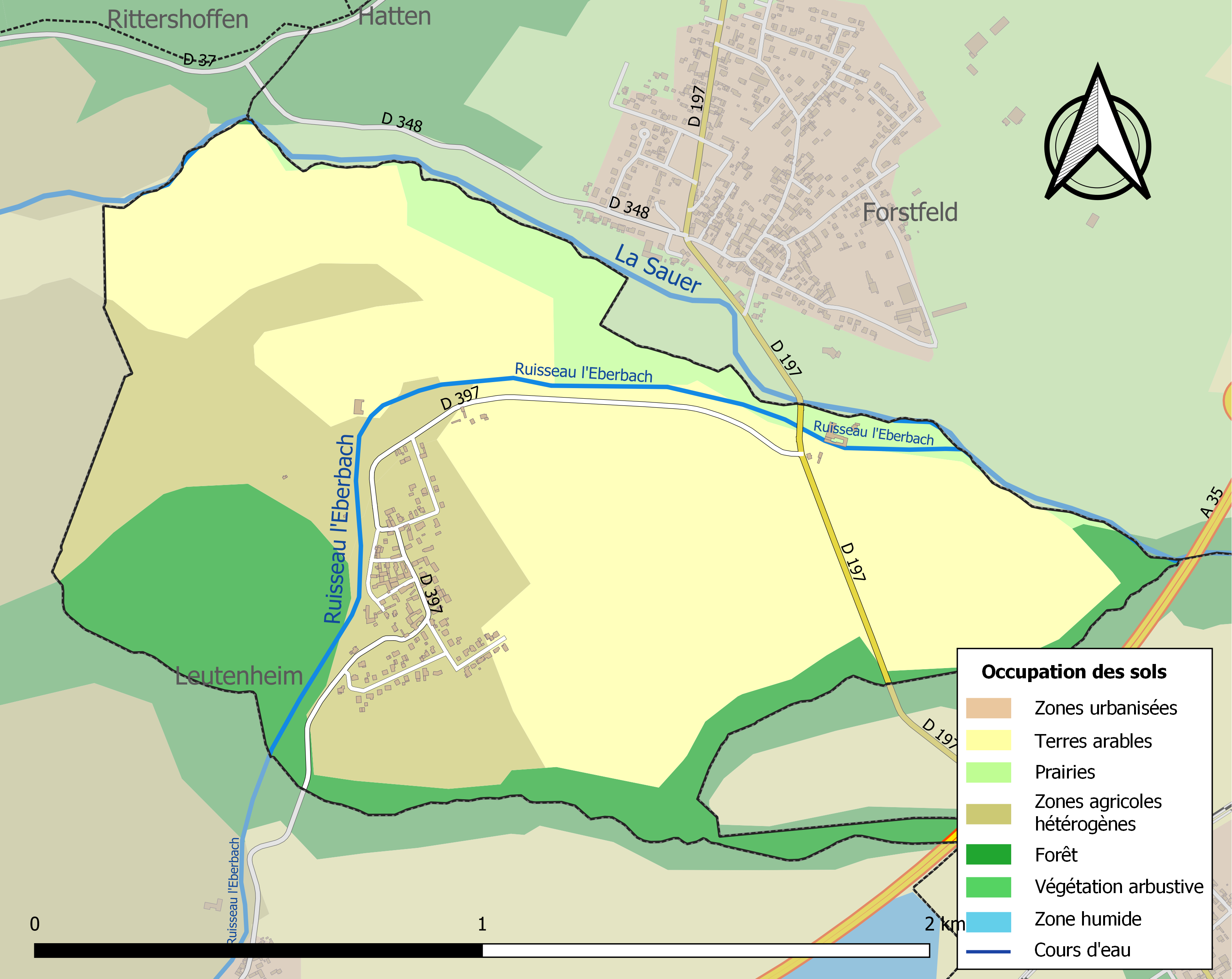
Carte des infrastructures et de l'occupation des sols de la commune en 2018 (CLC).

## Histoire

### Héraldique
| Blason de Kauffenheim | Blason  | D'argent à l'annelet de sable en pointe, enfilé sur un bâton du même posé en pal, l'extrémité en chef fourchée et terminée en deux feuilles de sinople. |
| Blason de Kauffenheim | Détails | |

## Politique et administration
| Période                                  | Période                   | Identité                                   | Étiquette | Qualité |
| ---------------------------------------- | ------------------------- | ------------------------------------------ | --------- | ------- |
| avant 1981                               | ?                         | Jean-Paul Stumpf                           |           |         |
| mars 2001                                | En cours (au 31 mai 2020) | Rémy Bubel, Réélu pour le mandat 2020-2026 |           |         |
| Les données manquantes sont à compléter. |                           |                                            |           |         |

## Démographie
L'évolution du nombre d'habitants est connue à travers les recensements de la population effectués dans la commune depuis 1793. Pour les communes de moins de 10 000 habitants, une enquête de recensement portant sur toute la population est réalisée tous les cinq ans, les populations de référence des années intermédiaires étant quant à elles estimées par interpolation ou extrapolation. Pour la commune, le premier recensement exhaustif entrant dans le cadre du nouveau dispositif a été réalisé en 2007.

En 2022, la commune comptait 219 habitants, en évolution de +2,82 % par rapport à 2016 (Bas-Rhin : +3,17 %, France hors Mayotte : +2,11 %).
| 1793 | 1800 | 1806 | 1821 | 1831 | 1836 | 1841 | 1846 | 1851 |
| ---- | ---- | ---- | ---- | ---- | ---- | ---- | ---- | ---- |
| 162  | 125  | 142  | 220  | 208  | 245  | 240  | 237  | 249  |

| 1856 | 1861 | 1866 | 1871 | 1875 | 1880 | 1885 | 1890 | 1895 |
| ---- | ---- | ---- | ---- | ---- | ---- | ---- | ---- | ---- |
| 223  | 219  | 219  | 213  | 214  | 211  | 195  | 202  | 203  |

| 1900 | 1905 | 1910 | 1921 | 1926 | 1931 | 1936 | 1946 | 1954 |
| ---- | ---- | ---- | ---- | ---- | ---- | ---- | ---- | ---- |
| 196  | 199  | 212  | 184  | 181  | 166  | 156  | 154  | 137  |

| 1962 | 1968 | 1975 | 1982 | 1990 | 1999 | 2006 | 2007 | 2012 |
| ---- | ---- | ---- | ---- | ---- | ---- | ---- | ---- | ---- |
| 128  | 120  | 136  | 176  | 202  | 209  | 209  | 209  | 215  |

| 2017 | 2022 | - | - | - | - | - | - | - |
| ---- | ---- | - | - | - | - | - | - | - |
| 215  | 219  | - | - | - | - | - | - | - |

## Culture locale et patrimoine

### Lieux et monuments
Kauffenheim est l'une des quelque 50 localités d'Alsace dotées d'une église simultanée.

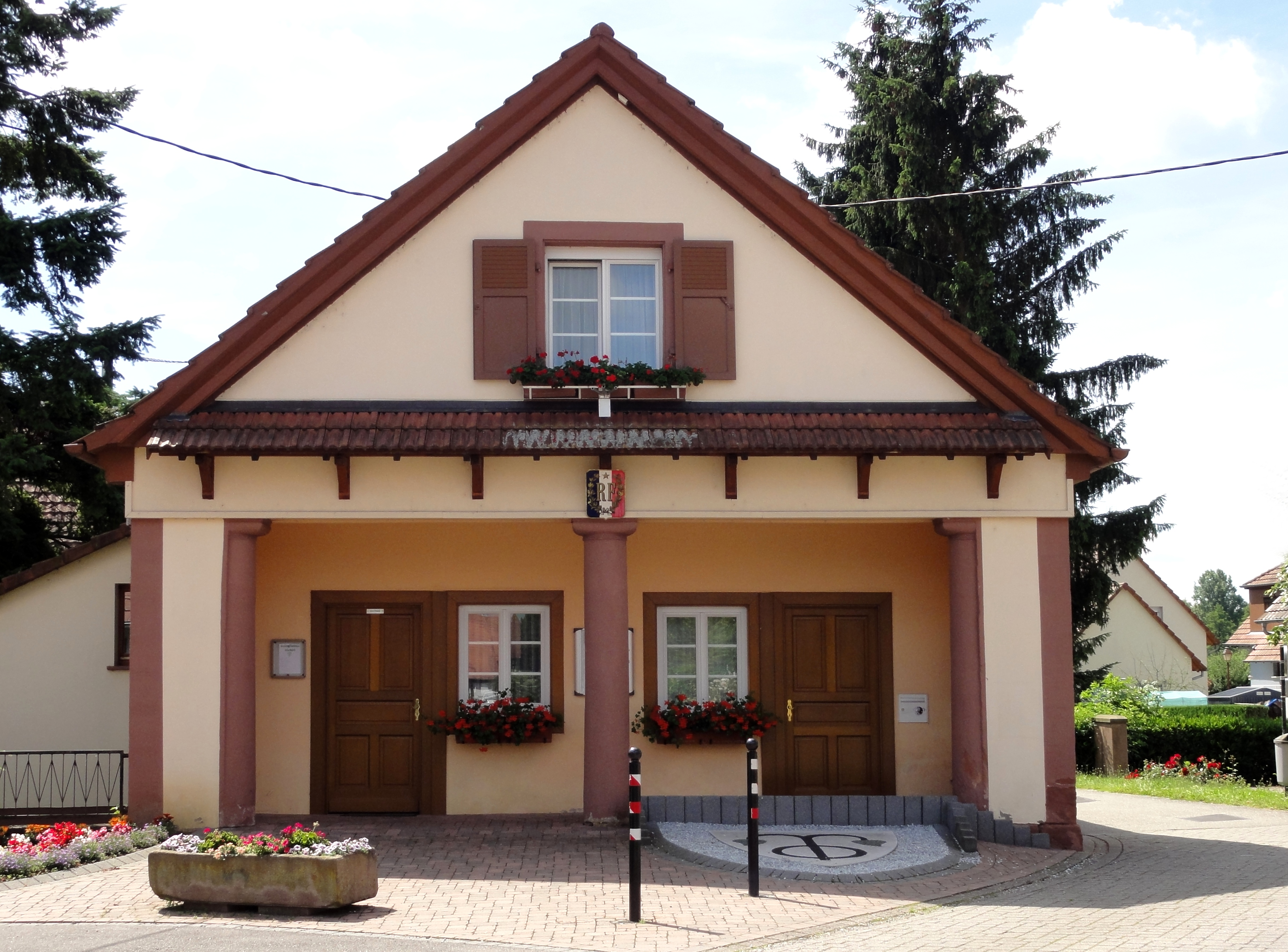
Mairie de Kauffenheim.
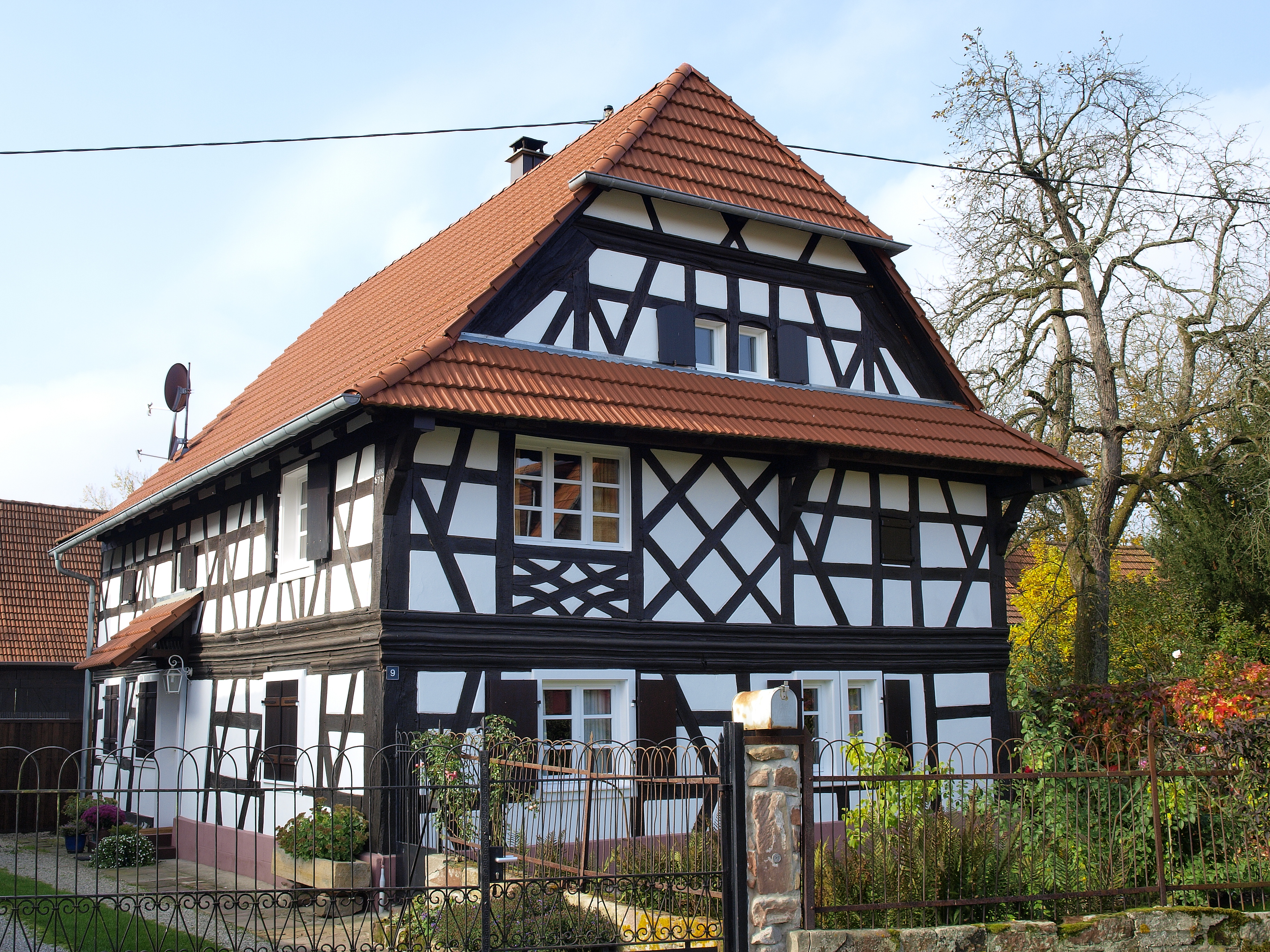
Maison à colombages.
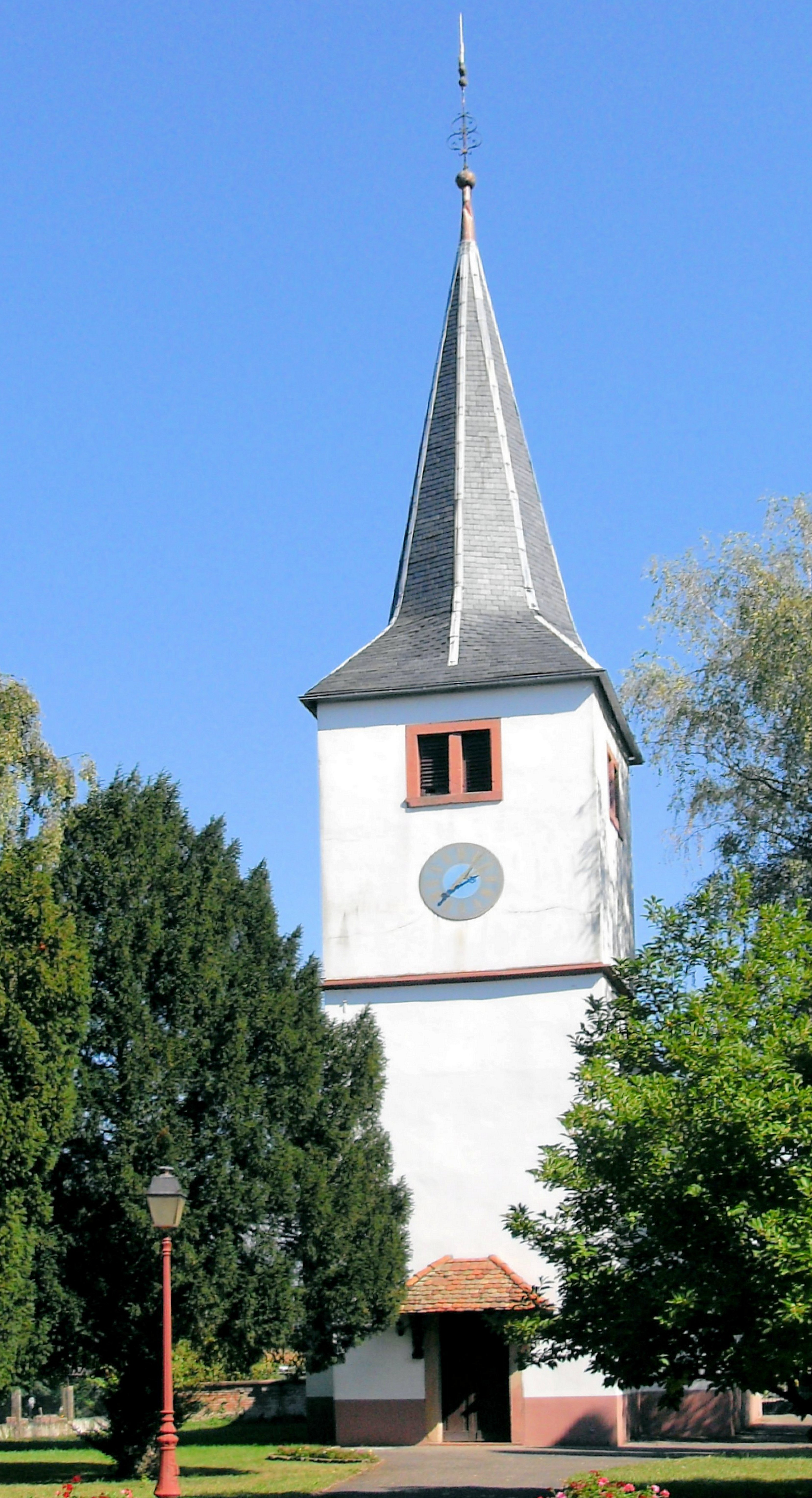
Église Saint-Jean-Baptiste.
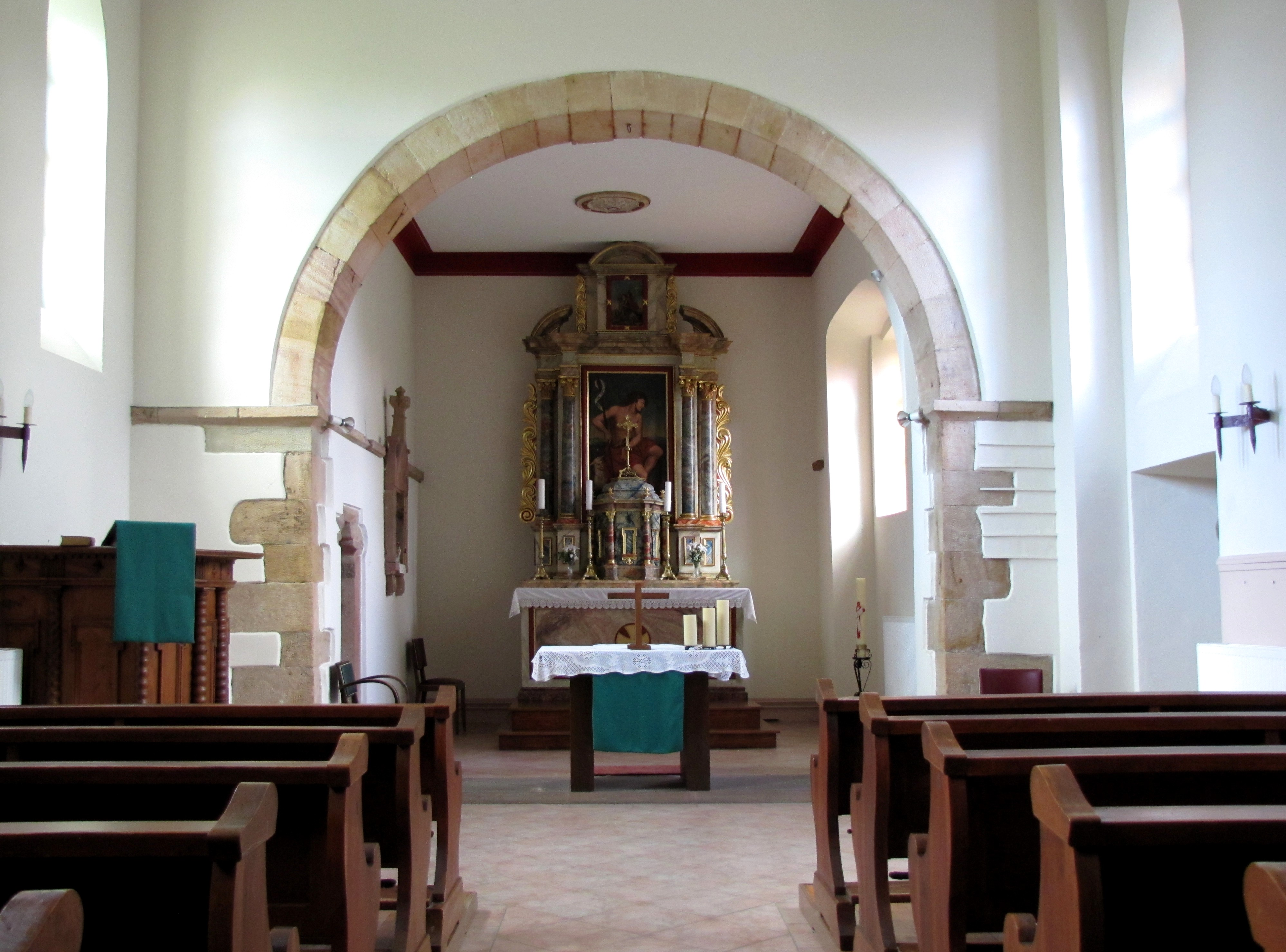
Vue intérieure de la nef vers le chœur et la chaire.
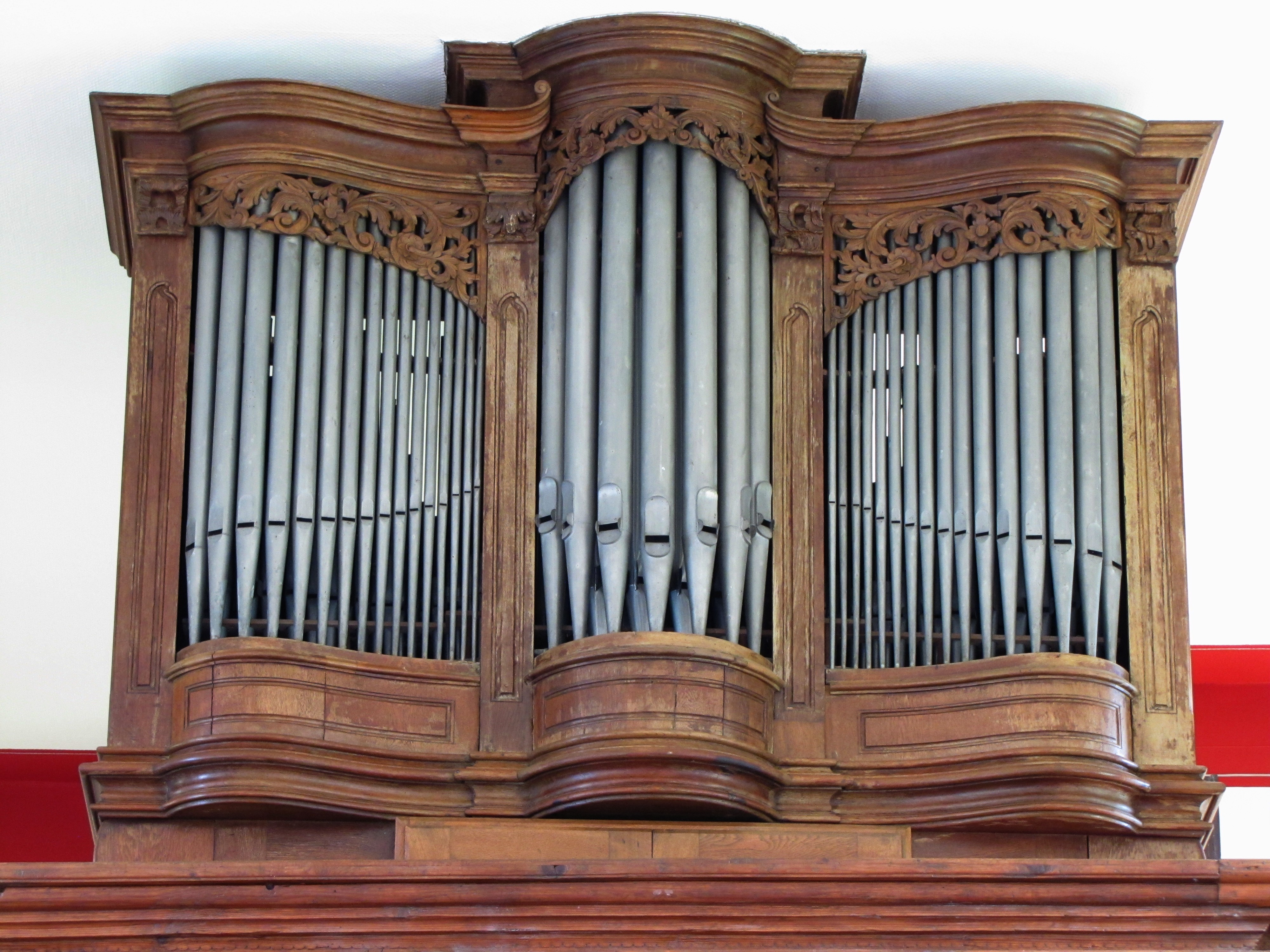
Orgue Stieffell-Stiehr (1767-1880).